# Pig Destroyer
Pig Destroyer est un groupe de grindcore américain, originaire d'Alexandria, en Virginie. Leur son unique est caractérisé, entre autres, par l'absence de basse, ainsi que par les diverses influences musicales qu'ils intègrent à leurs compositions (thrash metal, doom metal...). Le groupe est formé en 1997, composé alors du chanteur J. R. Hayes (Enemy Soil), du guitariste Scott Hull (Agoraphobic Nosebleed, Anal Cunt), et du batteur John Evans. Ce dernier fut ensuite remplacé par Brian Harvey.

## Biographie

### Débuts (1997–2003)
Le groupe est formé en 1997 avec le chanteur J. R. Hayes (Enemy Soil), le guitariste Scott Hull (Agoraphobic Nosebleed, Japanese Torture Comedy Hour, ex-Anal Cunt), et le batteur John Evans. Evans est ensuite remplacé par Brian Harvey. Le sampler Blake Harrison se joint à eux avant d'enregistrer Phantom Limb. Le groupe choisit son nom avec une certaine conscience socio-politique. Sachant que se nommer Cop Killer (« Tueur de policier ») ou Cop Destroyer (« Destructeur de policier ») manquerait de tact, ils choisissent finalement Pig Destroyer (pig étant un mot péjoratif d'argot américain désignant la police).
Relapse Records signe le groupe et publie un split 7" avec Isis dans les Singles Series du label en juillet 2000. 38 Counts of Battery est une discographie complète de Pig Destroyer enregistrée jusqu'en début 2000, qui comprend un split avec Gnob et le groupe de screamo Orchid, ainsi que leur premier album, Explosions In Ward 6, et la démo qui leur fera obtenir un contrat. Prowler in the Yard est publié en 2001. Garnering est bien accueilli par des magazines tels que Kerrang! et Terrorizer.

### TerrifyeretPhantom Limb(2004–2010)
Terrifyer, publié en 2004, se caractérise par un son plus clair que celui de Prowler in the Yard ou 38 Counts of Battery. L'album s'accompagne d'un DVD intitulé Natasha, qui devait être en surround. Le guitariste de session, Matthew Kevin Mills, ancien enseignant de guitare de Hull, enregistre les morceaux de guitare solo sur Towering Flesh. Une compilation de chansons issues de split EPs avec Gnob et Benümb, intitulée Painter of Dead Girls, est aussi publiée. Elle comprend des versions alternatives de la période 38 Counts (comme la chanson Dark Satellites). Pig Destroyer annonce ensuite une série de neuf EPs split 7" en 2006. Les groupes qui y participent incluent Orthrelm et Blood Duster ; cependant, rien en sera publié. La série des 7" est mise en suspens depuis la sortie de Phantom Limb.
2007 voit la sortie de l'album Phantom Limb via Relapse Records, dont la couverture est réalisée par John Baizley (chanteur et guitariste du groupe Baroness). Au moins quatre clips promotionnels sont tournés pour les chansons Piss Angel, issue de Prowler in the Yard ; Gravedancer, de Terrifyer ; Loathsome, de Phantom Limb ; et The Diplomat, de Book Burner. Les trois premiers clips sont diffusés dans l'émission Headbangers Ball sur MTV2. Le clip de Piss Angel est joué en début d'émission le 14 août 2004, et est réalisé par Kenneth Thibault et Nathaniel Baruch. Le clip de Gravedancer est réalisé par Vladimir Lik et publié en 2007. Le clip de Loathsome est réalisé par David Brodsky et publié à la fin de 2007. Le clip de The Diplomat est réalisé par Phil Mucciet publié le 26 octobre 2012.

### Book Burner(depuis 2011)
En 2011, Harvey est remplacé par le batteur de Misery Index, Adam Jarvis. Le 8 octobre 2012, la liste des titres et la couverture du cinquième album du groupe, Book Burner, sont révélées. L'album est publié le 22 octobre 2012. Pig Destroyer participe en tête d'affiche au Damnation Festival de Leeds en novembre 2012, marquant leur première apparition au Royaume-Uni depuis huit ans.
Le 4 mars 2013, Pig Destroyer publie un EP intitulé Mass and Volume sur Bandcamp. Enregistré à la fin des sessions pour Phantom Limb, l'EP est publié pour récolter des dons afin d'aider la famille de Pat Egen, employé chez Relapse Records. En septembre 2013, Adult Swim publie la chanson The Octagonal Stairway. En octobre 2013, le cousin d'Adam Jarvis, John Jarvis, rejoint Pig Destroyer comme premier bassiste. En 2014, The Diplomat (issue de Book Burner) apparaît dans la troisièlme saison de la série télévisée Workaholics de la chaîne américaine Comedy Central. En 2015, Relapse annonce une édition de luxe de l'album Prowler In The Yard.

## Membres

### Membres actuels
- J.R. Hayes - chant (depuis 1997)
- Scott Hull – guitare (depuis 1997)
- Blake Harrison (†) – électronique (depuis 2006)
- Adam Jarvis – batterie (depuis 2011)
- John Jarvis – basse (depuis 2013)

### Anciens membres
- John Evans – batterie (1997–2001)
- Brian Harvey – batterie (2001–2011)
- Blake Harvey - batterie (2007–2012)

### Musiciens additionnels
- Donna Parker – électronique (2006)
- Jessica Rylan – clavier (2006)

## Discographie

### Albums studio
- 1998 : Explosions in Ward 6
- 2001 : Prowler in the Yard
- 2004 : Terrifyer
- 2007 : Phantom Limb
- 2012 : Book Burner
- 2018 : Head Cage

### Splits, EP et démos
- 1997 : split EP avec Orchid
- 1997 : Demo
- 1999 : split EP avec Gnob)
- 2000 : split EP avec Isis
- 2000 : 7 Picture-disc (EP)
- 2002 : split CD avec Benümb
- 2008 : Natasha (EP)
- 2020 : The Octagonal Stairway (EP)

### Compilations & Live
- 2000 : 38 Counts of Battery
- 2004 : Painter Of Dead Girls